# José Rausell Sanchis

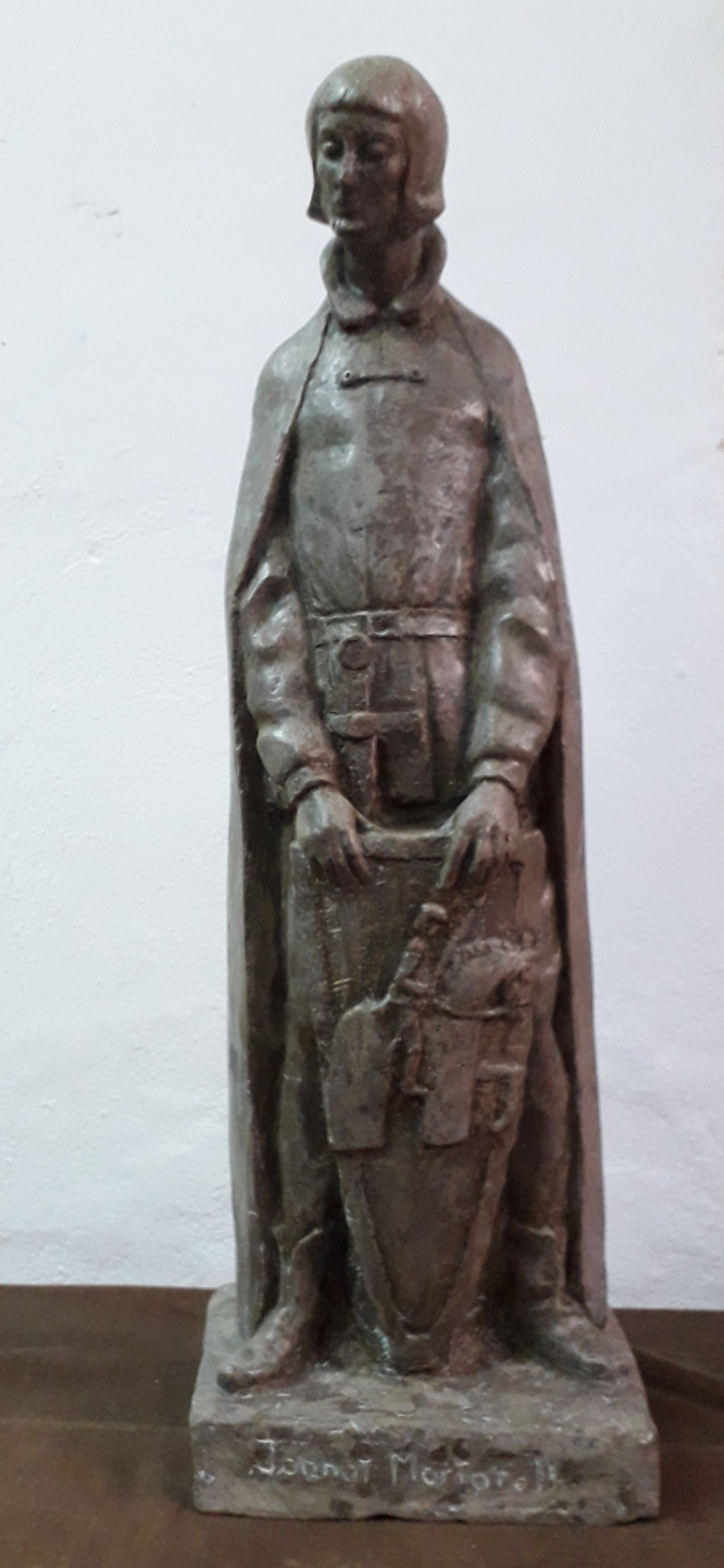
Joanot Martorell según José Rausell. Ajuntament de Gandia.

José Rausell Sanchis (Meliana, 3 de mayo de 1929 - Valencia, 27 de mayo de 2025) fue un profesor y escultor español.

## Biografía

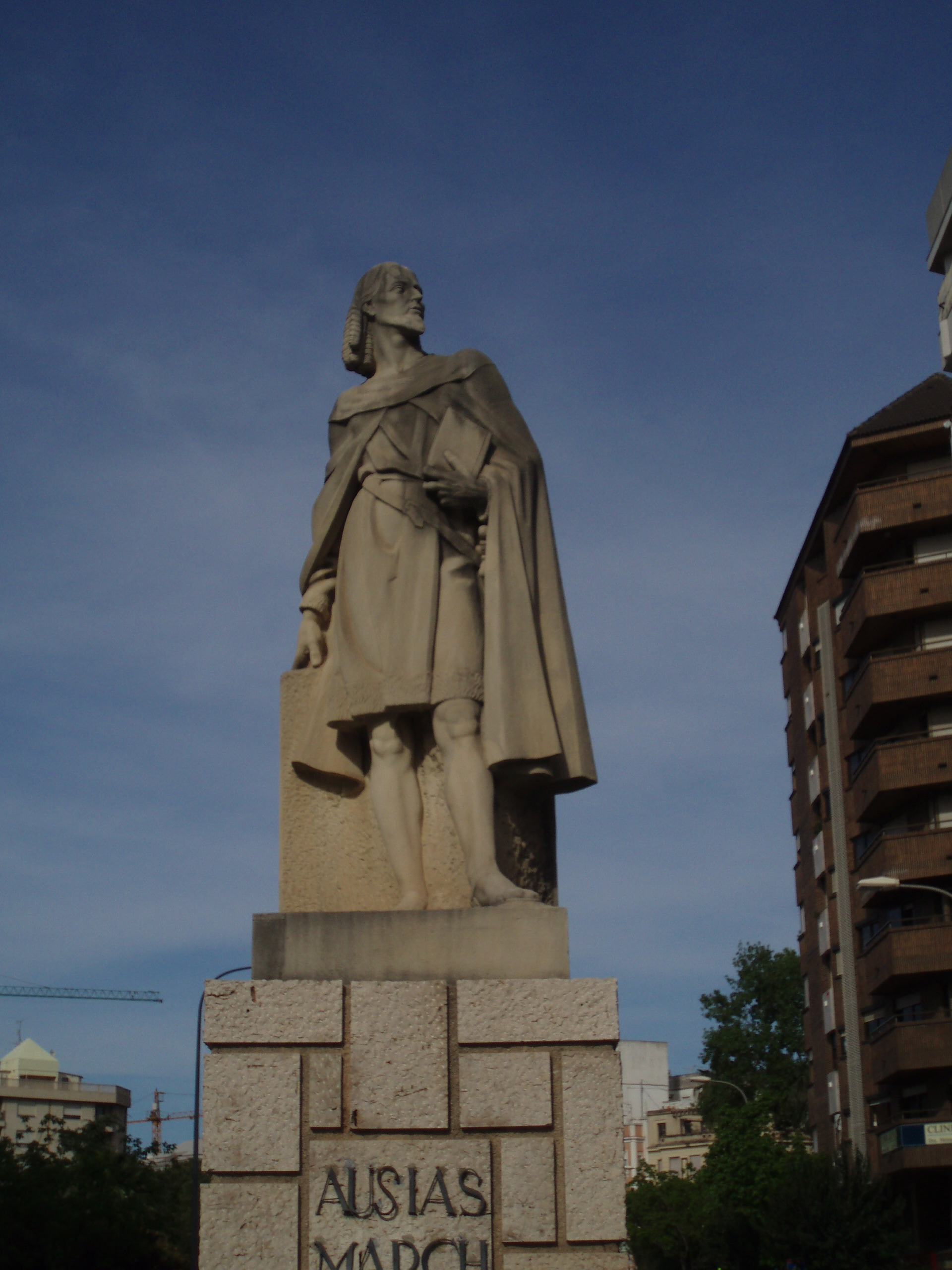
Ausias March de Rausell en Gandía.

Nacido en la localidad valenciana de Meliana el 3 de mayo de 1929, se inició artísticamente en el taller de su padre, el escultor José María Rausell Montañana. Ingresó en la Escuela de Artes y Oficios de Valencia, para posteriormente estudiar en la Facultad de Bellas Artes de San Carlos de Valencia. En 1951, con la pensión de escultura de la Diputación Provincial de Valencia, amplió estudios por varias ciudades españolas.
En Madrid y como residente de la Casa Velázquez efectuó varios trabajos en el taller del escultor de Cuenca Luis Marco Pérez. Amplió estudios en el Colegio Español de París y el 1955 becado por el Ministerio de Asuntos Exteriores completa su recorrido formativo por Italia: Roma, Florencia y Venecia. Al volver a su tierra participa en reconocidos certámenes, bienales y exposiciones colectivas, entre otras ciudades en Valencia, Madrid o Gandía.
En 1956 obtiene la Cátedra de dibujo del Instituto Técnico de Enseñanzas Medias “Ausiàs March” de Gandía, y es en esta ciudad donde desarrolla la parte más importante de su reconocida faceta pedagógica. Es autor de dos trabajos sobre cerámica de La Safor: La industria ladrillera en la comarca de Gandía y La artesanía alfarera en la comarca gandiense. En 1984 efectuó un estudio sobre la figura del escultor Juan Martínez Montañés. En 2010 el ayuntamiento de su localidad natal le efectuó una exposición retrospectiva de toda su obra más destacada y lo nombró Hijo Predilecto de Meliana. En 2021 y con motivo de la donación que efectuó Rausell a la ciudad de Gandia de sus obras "Joanot Martorell" y "Salvador Garcia Panxaverda", el Ayuntamiento de Gandia le rindió un destacado homenaje público.  

## Obra

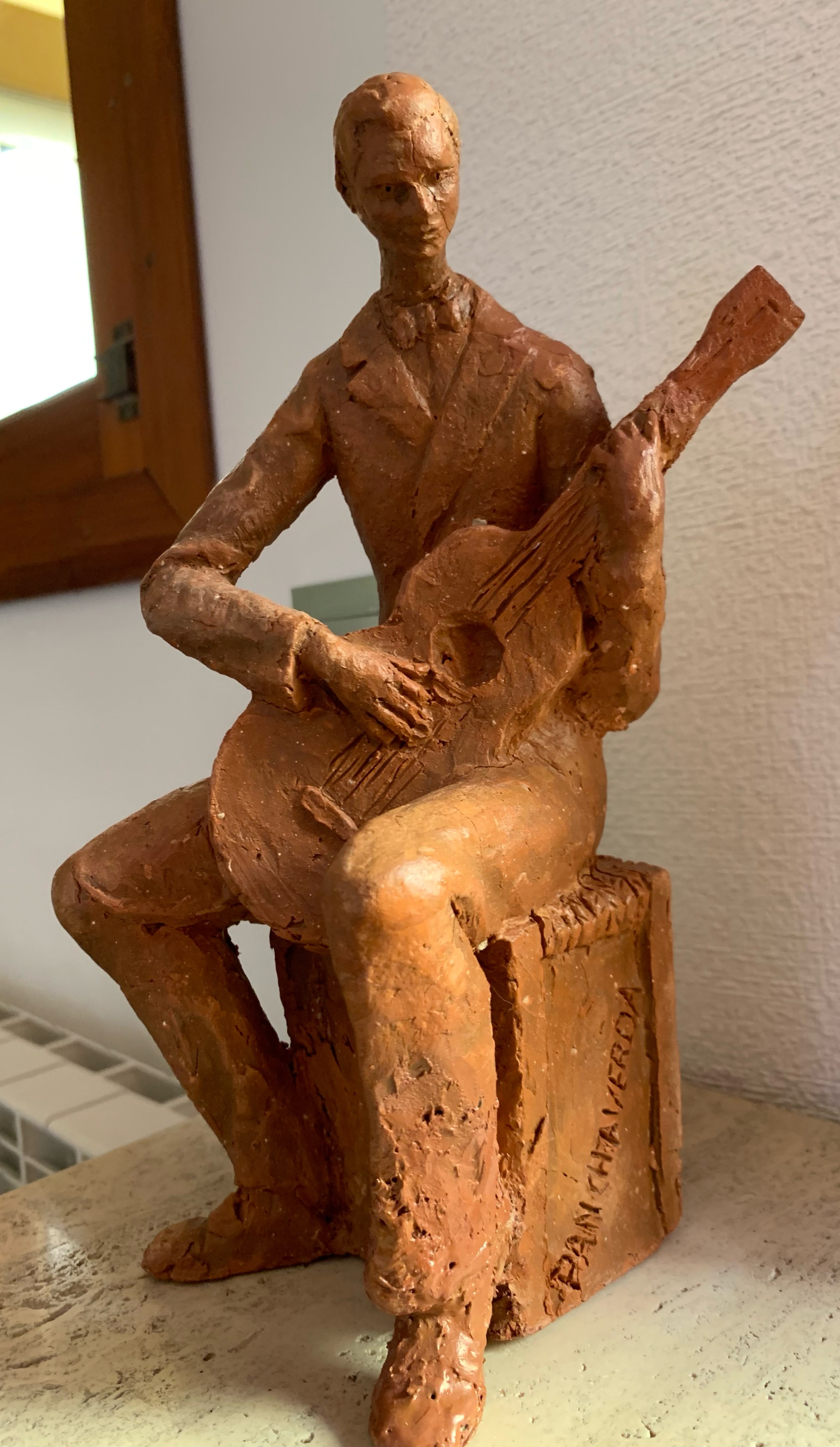
Salvador Garcia "Panxaverda" destacado concertista de guitarra. Escultura de J.Rausell. Ajuntament de Gandia

Si bien en cierta ocasión José Rausell se autodefinió como un “escultor figurativo, idealista y apasionado por la forma, con un matiz romántico y lírico”, algunos críticos le reconocen como un expresionista moderno, sin preocupaciones académicas pero sin apartarse de las normas que dicta la estética, convirtiendo aquello clásico en neoclásico.

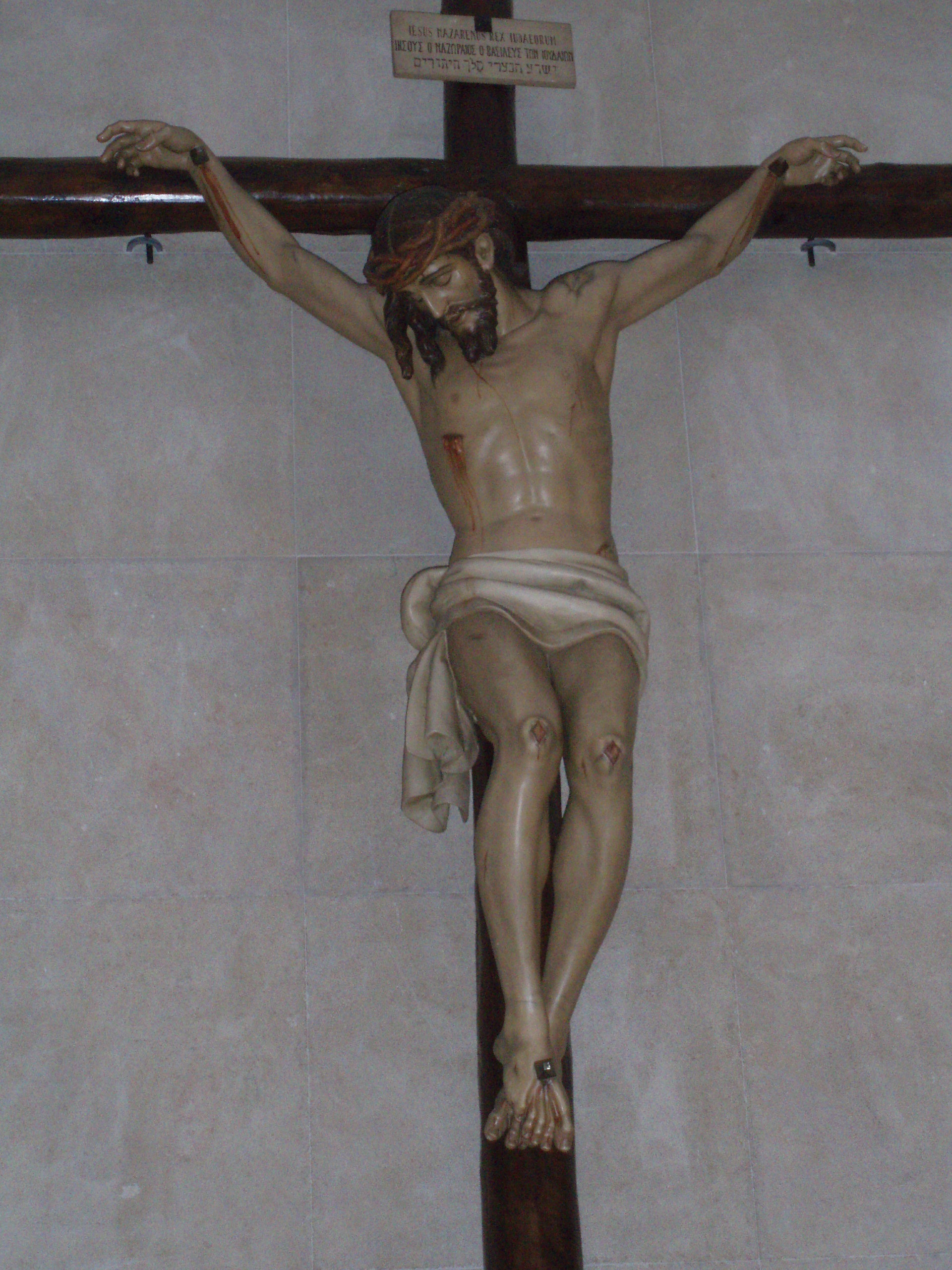
Cristo de la Buena Muerte de Gandía. Escultura de J.Rausell

Su obra artística, tanto civil como religiosa, se puede encontrar en varios soportes, ya que ha trabajado materiales como madera, piedra y bronce. Puede encontrarse, además de en las colecciones particulares, en instituciones como la Diputación de Valencia, el Museo de Prehistoria de Valencia, el Ayuntamiento de Gandía, o en poblaciones como Beniarjó o Meliana.
Hay que destacar que la ciudad de Gandía dispone de cuatro de sus obras más importantes: su monumental Ausiàs March en piedra (1959), que preside una plaza destacada de la ciudad y esculpido con motivo del centenario del poeta valenciano; el Cristo de la Buena Muerte (1957), talla de tamaño natural, y titular de la Hermandad de la Semana Santa del mismo nombre; Nuestra Señora de la Esperanza (1990) para la Hermandad del Santo Sepulcro; y un Francisco de Borja, duque, copia en bronce del original expuesto en el palacio de la Diputación y que es propiedad de la Diputació de València.

## Enlaces externos

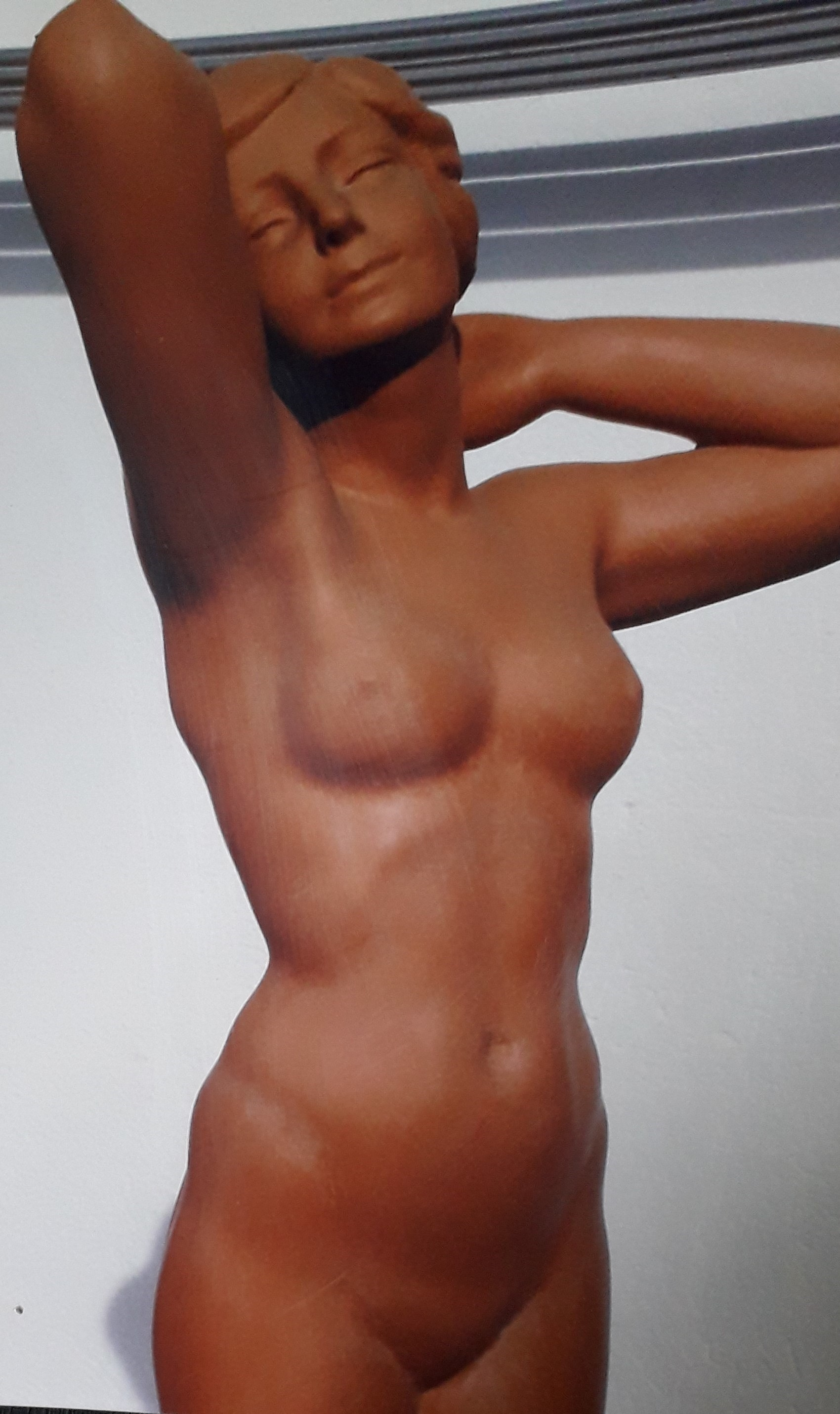
Fragmento de la escultura de J.Rausell fundida posteriormente en bronce ubicada en el Ayuntamiento de Gandia.

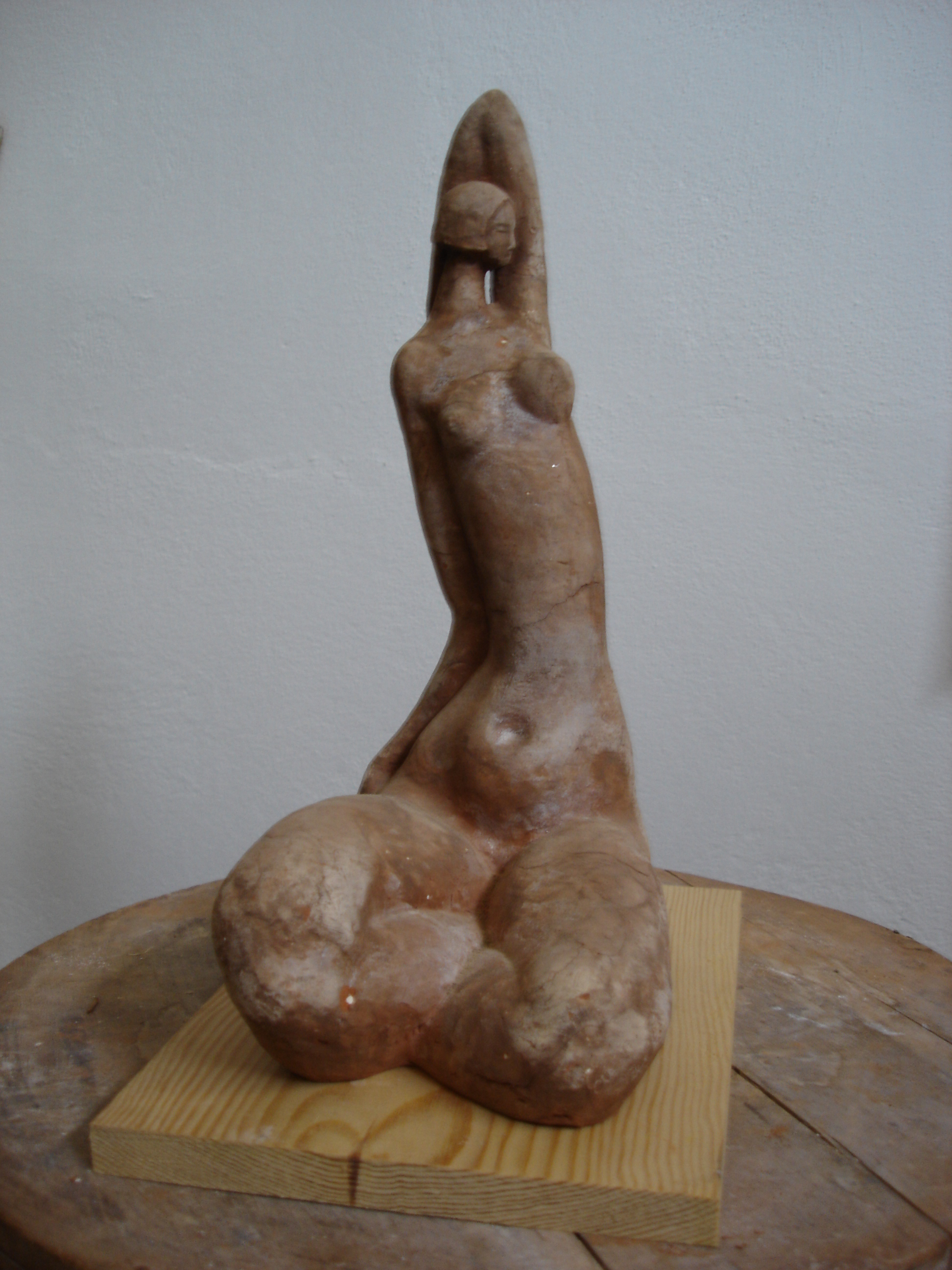
Escultura Jose Rausell Sanchis colección particular

## Reconocimientos
El 2010 el ayuntamiento de su pueblo natal le hizo una exposición retrospectiva de toda su obra y lo nombró Hijo Predilecto de Meliana. Cerrando los actos de celebración por parte del ayuntamiento de Meliana, el 11 de enero de 2011, el Consell Escolar Municipal aprobó el cambio de nombre de la escuela pública El Cristo por el de Escultor Josep Rausell.   El 2021 y con motivo de la donación que efectuó Rausell a la ciudad de Gandia de sus esculturas "Joanaot Martorell" y "Salvador Garcia Panxaverda", el ayuntamiento de Gandia le dedicó un destacado homenaje público. 

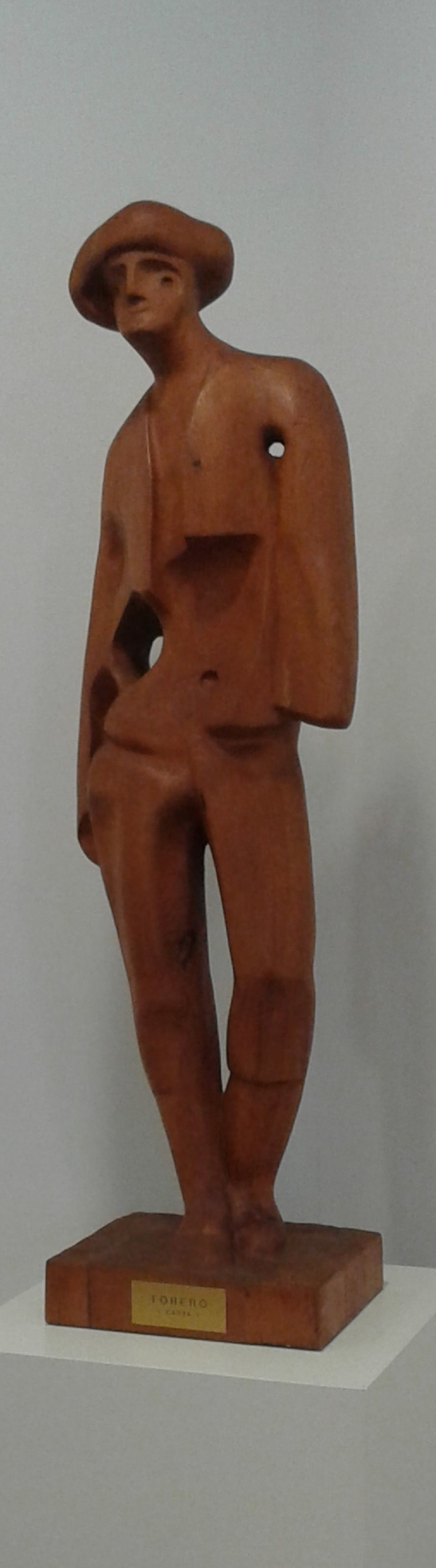
Escultura en madera de J.Rausell ubicada en el Centro cultural Rausell de Meliana, Valencia.